# Dentalium aprinum
Dentalium aprinum är en blötdjursart som beskrevs av Carl von Linné 1767. Dentalium aprinum ingår i släktet Dentalium och familjen Dentaliidae. Inga underarter finns listade i Catalogue of Life.